# زيتونية

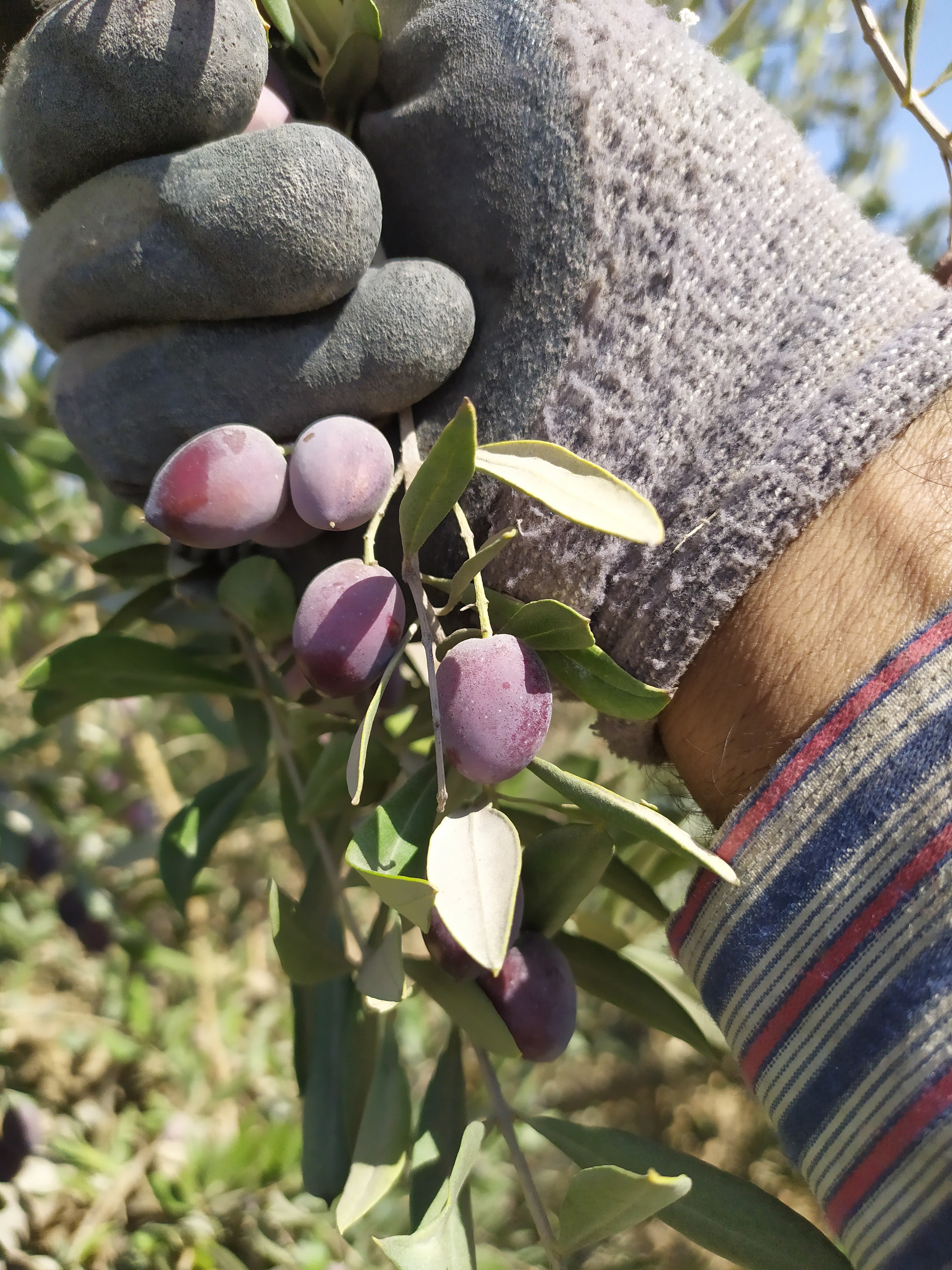
قطف ثمار أشجار الزيتون،فلسطين

الفصيلة الزيتونية هي فصيلة نباتية تتبع رتبة الشفويات وتحتوي على 24 جنساً وحوالي 600 نوع من الأشجار أو الشجيرات وأحياناً متسلقات. توجد هذه الأنواع عادة في المناطق المعتدلة والحارة. أشهر الأنواع التي تنتمي للفصيلة الزيتون والياسمين والفل.

## الوصف النباتي
الأوراق متقابلة بسيطة أو مركبة ريشية ذات أذينات. أما النورة فمحدودة أو غير محدودة، وأزهارها المحمولة خنثى وحيدة الجنس أو منتظمة.
يتألف الكأس من 4 ـ 5 كأسيات وأحيانًا تزيد إلى 15، وهي مصراعية. أما تويج (تاج) فيتألف من 4 ـ 5 بتلات وقد تزيد إلى 12 وهي ملتحمة من الأسفل.
الطلع له سداتين أو أربع. أما المتاع فعبارة عن كربلتان ملتحمتان ذوات حجرتين بكل منها بويضتان.
يعلو المبيض القلم وينتهي بميسمين. الثمرة عبارة عن حسلة لبية، بذرتها إندوسبرمية والجنين مستقيم.

## لمحة عامة
يعتبر الزيتون الجنس النموذجي لعائلة الزيتونيات. لا تعترف التصنيفات الحديثة بوجود أي فصيلة فرعية، ولكن يتم تقسيم العائلة إلى خمس قبائل. وقد تم دعم تميز كل قبيلة بقوة في الدراسات الوراثية الجزيئية، ولكن لم يتم توضيح العلاقات بين القبائل حتى عام 2014.
تعتبر جنوب شرق آسيا وأستراليا  مراكز التنوع الرئيسية لعائلة الزيتونيات. يوجد أيضًا عدد كبير من الأنواع في إفريقيا والصين وأمريكا الشمالية. في المناطق الاستوائية، توجد العائلة في مجموعة متنوعة من الموائل، من الغابات الجافة المنخفضة إلى الغابات السحابية الجبلية. في الزيتونيات، يتم تشتت البذور بشكل شبه كامل بواسطة الرياح أو الحيوانات. في حالة كون الثمرة توتة، يتم تشتتها بشكل رئيسي بواسطة الطيور. الثمار المنتشرة بالرياح هي ثمار مجنحة.
وقد اعترف بعض الأعمال القديمة بوجود ما يصل إلى 29 جنسًا في الزيتونيات. اليوم، يعترف معظم المؤلفين بـ 25 جنسًا على الأقل، ولكن هذا العدد سيتغير لأن بعض هذه الأجناس قد ثبت مؤخرًا أنها متعددة الأصول. تتراوح تقديرات عدد الأنواع في الزيتونيات من 600 إلى 900. يعزى اختلاف معظم الأنواع إلى جنس الياسمين الذي تم قبول ما يصل إلى 200  أو 450  نوعًا فيه.
على الرغم من ندرة السجل الأحفوري وعدم دقة التأريخ الجزيئي، من الواضح أن الزيتونيات عائلة قديمة انتشرت على نطاق واسع في وقت مبكر من تاريخها. ويعتقد أن بعض الأجناس هي تجمعات بقايا ظلت دون تغيير لفترات طويلة بسبب العزلة المفروضة من قبل الحواجز الجغرافية مثل المناطق المنخفضة التي تفصل بين قمم الجبال.

## وصف عائلة الزيتونيات
أعضاء عائلة الزيتونيات نباتات خشبية، معظمها أشجار وشجيرات؛ بعضها ليانيات. بعض الشجيرات متسلقة، تتسلق عن طريق التداخل مع نباتات أخرى.
الأوراق بدون وريقات، بسيطة أو ريشية أو ثلاثية الفصوص. تتميز العائلة بأوراق متقابلة. نادرًا ما تُلاحظ الترتيبات المتبادلة أو الدائرية ، مع وجود بعض أنواع الياسمين التي تظهر تكوينًا حلزونيًا. تكون الأوراق ريشية الشكل ويمكن أن تكون مسننة  أو كاملة الحافة. تُلاحظ الدوماتيا في بعض الأجناس. يمكن أن تكون الأوراق إما متساقطة أو دائمة الخضرة، مع سيادة الأنواع دائمة الخضرة في المناطق المعتدلة الدافئة والاستوائية، وسيادة الأنواع المتساقطة في المناطق الأكثر برودة.
الأزهار غالبًا ما تكون ثنائية الجنس ومشعة الشكل، وتوجد في النورات العنقودية أو الهرمية، وغالبًا ما تكون عطرية. تكون الكأس والتويج، عندما تكون موجودة، ملتحمة السبلات والبتلات على التوالي، مع فصوصها ملتحمة، على الأقل عند القاعدة. تحتوي الأندروميسيوم على 2 أسدية. يتم إدخالها على أنبوب التويج وتتناوب مع فصوص التويج. تكون المياسم ثنائية الفصوص. يتكون المبيض من مدقة مركبة مع مبيضين. المبيض علوي مع حجرتين. تكون التغليف محوري. البويضات عادة 2 لكل حجرة؛ أحيانًا 4، نادرًا ما تكون كثيرة. القرص الرحيق، عندما يكون موجودًا، يحيط بقاعدة المبيض. النباتات غالبًا ما تكون خنثى ولكنها أحيانًا تكون عديدة الأثيان.
يمكن أن تكون الثمرة توتة أو دراق أو كبسولة أو ثمرة مجنحة. السمة الواضحة التي تميز الزيتونيات وعائلتها الشقيقة، كارلماناسيات، عن جميع العائلات الأخرى، هي حقيقة أنه بينما الأزهار مشعة الشكل، فإن عدد الأسدية يقل إلى اثنين. كثير من أعضاء العائلة مهمون اقتصاديًا. الزيتون مهم لثماره ولزيت الزيتون المستخرج منه. تُقدر الرماد لخشبه القوي. تُقدر فورسيثيا والليلك والياسمين والأسمندر والبرقوق وأشجار الفرنجة كنباتات زينة في الحدائق والمناظر الطبيعية. على الأقل نوعان من الياسمين هما مصدر للزيت العطري. غالبًا ما تُضاف أزهارها إلى الشاي.